# Maltjärnen, Lappland
Maltjärnen är en sjö i Arvidsjaurs kommun i Lappland och ingår i Piteälvens huvudavrinningsområde. Sjön har en area på 0,0647 kvadratkilometer och ligger 388,7 meter över havet.

## Delavrinningsområde
Maltjärnen ingår i det delavrinningsområde (729406-168099) som SMHI kallar för Mynnar i Övre Lomselet. Medelhöjden är 386 meter över havet och ytan är 22,13 kvadratkilometer. Det finns inga avrinningsområden uppströms utan avrinningsområdet är högsta punkten. Vattendraget som avvattnar avrinningsområdet har biflödesordning 3, vilket innebär att vattnet flödar genom totalt 3 vattendrag innan det når havet efter 143 kilometer. Avrinningsområdet består mestadels av skog (70 procent) och sankmarker (22 procent). Avrinningsområdet har 0,26 kvadratkilometer vattenytor vilket ger det en sjöprocent på 1,2 procent.